# 詹姆森 (密蘇里州)
詹姆森（英語：Jameson）是位於美國密蘇里州戴維斯縣的村。

## 人口
根據2020年美國人口普查的數據，詹姆森的面積為0.58平方千米，皆為陸地。當地共有人口73人，而人口密度為每平方千米126人。